# John Duff
John Duff, född den 17 januari 1895 i Jiujiang, Kina, död den 8 januari 1958 i Epping, England, var en kanadensisk racerförare.
Duffs föräldrar kom från Hamilton, Ontario och han fick sin utbildning i Kanada. När första världskriget bröt ut reste han till England och tog värvning. Han skadades allvarligt vid tredje slaget vid Ypres.

## Racingkarriär
1920 körde Duff sin första biltävling på Brooklands. Han deltog i det första Le Mans-loppet 1923 med sin privata Bentley 3 Litre. Walter Owen Bentley hade begränsade resurser att stödja satsningen, men utsåg sin bäste testförare Frank Clement som andreförare. Paret Duff/Clement slutade fyra i loppet. Året därpå vann de tävlingen.
1926 reste Duff till USA och körde Indianapolis 500. Senare samma år skadades han allvarligt vid en krasch och beslutade att dra sig tillbaka från motorsporten.

## Senare karriär
Duff flyttade med familjen till Santa Monica och öppnade en fäktningsskola. Han fäktades även som stuntman i Hollywood. Under den stora depressionen flyttade familjen till Kina en period, innan de kom tillbaka till England i mitten av 1930-talet.
Duff blev även framgångsrik inom hästsport. Han omkom i en ridolycka 1958.